# Amnokgang Sports Club

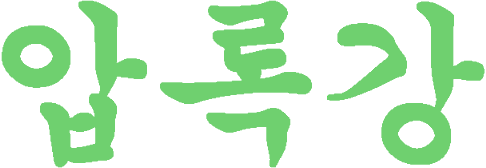
Logo

Amrokgang Sports Club is een Noord-Koreaanse voetbalclub uit Pyongyang.
De club is eigendom van het ministerie van veiligheid en werd op 19 september 1947 opgericht. De club speelt in het Noord-Koreaans voetbalkampioenschap dat het 2007 en 2008 ook won. 

## Bekende spelers
- Cha Jong-Hyok
- Pak Chol-Jin
- Pak Nam-Chol
- Kim Myong-Gil
- Kim Myong-Won